# Friedrich von Huene
Friedrich von Huene (Tubinga, 22 marzo 1875 – Tubinga, 4 aprile 1969) è stato un paleontologo tedesco che descrisse più dinosauri di chiunque altro nell'Europa di inizio ventesimo secolo.
Le sue scoperte includono gli scheletri di un branco di oltre 35 Plateosaurus, che vennero sepolti insieme, il misterioso dinosauro primitivo Saltopus (1910), il cornuto Proceratosaurus (1926), il gigantesco Antarctosaurus (1929), l'Henodus chelyops (1936) e moltissimi altri fossili di dinosauri e altri animali preistorici, come gli pterosauri. Huene fu anche il primo a descrivere alcuni taxa maggiori, come i prosauropodi e i sauropodomorfi. 
Il dinosauro cinese Lufengosaurus huenei, descritto nel 1942, è dedicato a lui, così come il teropode Liassaurus huenei (descritto nel 1995, ma il genere potrebbe non essere valido).